# エッグ (ゲーム&ウオッチ)

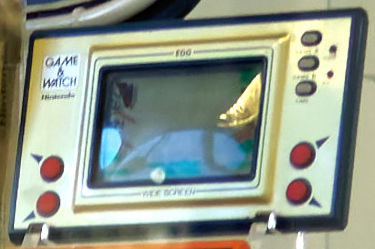
エッグ (EG-26)

エッグ (EGG) は、任天堂「ゲーム&ウオッチ」のシリーズの一つ。初の日本国外向けゲーム&ウオッチ。型番はEG-26。日本ではこの番号のみ欠番となっている。

## 内容
4羽のニワトリが次々と卵を産んでいるので、画面中央のオオカミを4方向に操作し、転がってくる卵を次々とバスケットで拾う。卵を1個受けとめるごとに1点。拾い損ねると卵は地面に落ちて割れ、1ミスになる。3回ミスでゲームオーバー。200点獲得すると、それまでのミスがクリアされる。
左側の家の窓からニワトリ（アラームキャラクターも兼ねる）が数秒置きに顔を出し、その間は卵を落としてもひよこが孵り、ミスは1/2とカウントされる（ミスマークが点滅）。他ではあまり見られないカウント方式だが、似た方式を採用しているものとして、投げてくる物を2つ受け損なうと1ミスになる「ポパイ」がある。

## 日本での発売

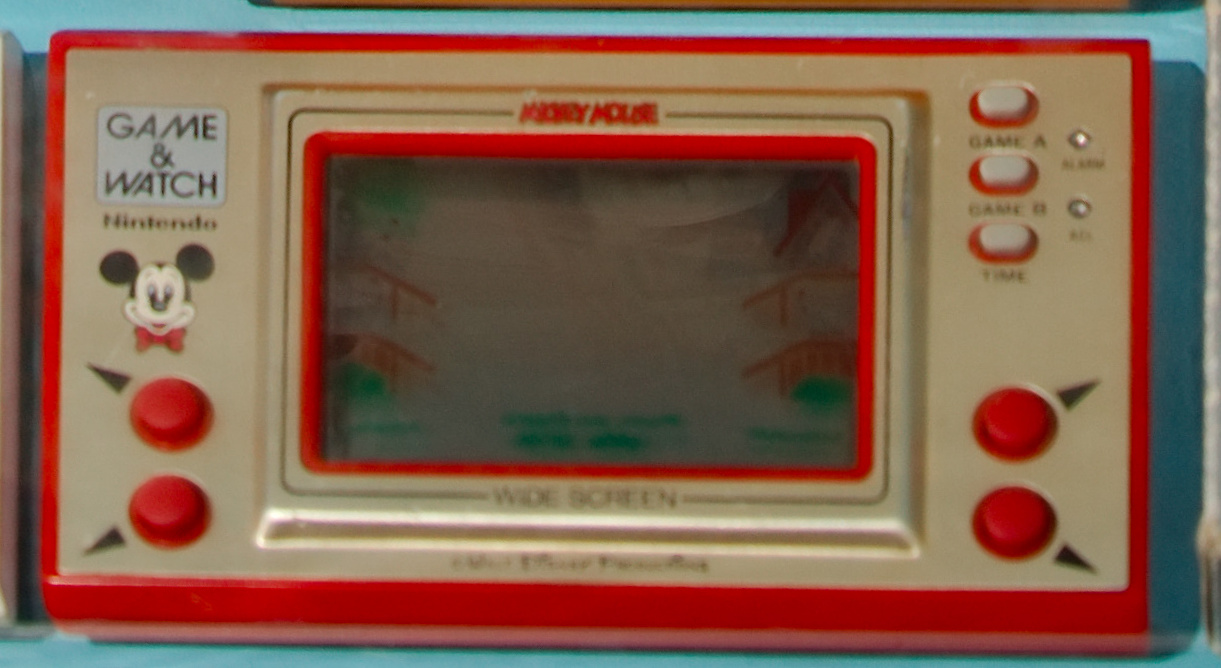
ミッキーマウス (MC-25)

このゲームは、日本では1981年に同じ内容でミッキーマウス、ミニーマウスなどのキャラクターを使用した「ミッキーマウス」として発売された。型番はMC-25。「ミッキーマウス」発売時点ではまだ東京ディズニーランドもオープン前であり、この作品が日本国内では初のミッキーマウスのゲーム化作品であった。海外では商標の関係によりキャラクターが使えなかったため、ミッキーをオオカミに、ミニーを窓のニワトリに差し替えて発売されたものがこの「エッグ」である。
ゲーム&ウオッチのゲームを収録したゲームボーイ用ソフト「ゲームボーイギャラリー3」では、同様の理由でこの「エッグ」が収録されている。

## 移植など
- ゲームボーイ用ソフト「ゲームボーイギャラリー3」に移植されている。キャラクターをスーパーマリオシリーズのものに変えてアレンジしたいまモードも収録。

- Wii用ソフト「大乱闘スマッシュブラザーズX」では「エッグ」のシールが登場する。
- ニンテンドーDS用ソフト「世界のごはん しゃべる!DSお料理ナビ」ではタイマーセット時にエッグで遊ぶことができる。